# Чарлс Мингус
Чарлс „Чарли“ Мингус (енгл. Charles Mingus; Ногалес, 22. април 1922 — Лос Анђелес, 5. јануар 1979) је био амерички џез контрабасиста, композитор, вођа групе и повремено пијаниста. Такође је био познат и по борби против расне неједнакости.
Међу композиторима и извођачима џеза, Мингус се високо котира и снимио је много цењених албума. Кроз његову групу је прошло много музичара који су касније имали импресивне каријере.